# Trebacosa marxi
Espèce
Synonymes
- Pirata marxi Stone, 1890
- Pirata emertoni Dahl, 1908

Trebacosa marxi est une espèce d'araignées aranéomorphes de la famille des Lycosidae.

## Distribution
Cette espèce se rencontre aux États-Unis au Maine, au Vermont, au Massachusetts, au Connecticut, dans l'État de New York, en Ohio, au Michigan, en Illinois, au New Jersey, au Maryland, au Delaware, en Virginie, en Caroline du Nord, en Floride et en Arkansas et au Canada en Ontario, au Québec, au Nouveau-Brunswick et en Nouvelle-Écosse,.

## Description
Le mâle mesure 6,25 mm et les femelles de 5,40 à 8,75 mm.

## Étymologie
Cette espèce est nommée en l'honneur de George Marx.

## Publication originale
- Stone, 1890 : Pennsylvania and New Jersey spiders of the family Lycosidae. Proceedings of the Academy of Natural Sciences of Philadelphia, vol. 1890, p. 420-434 (texte intégral).